# 魚籃観音

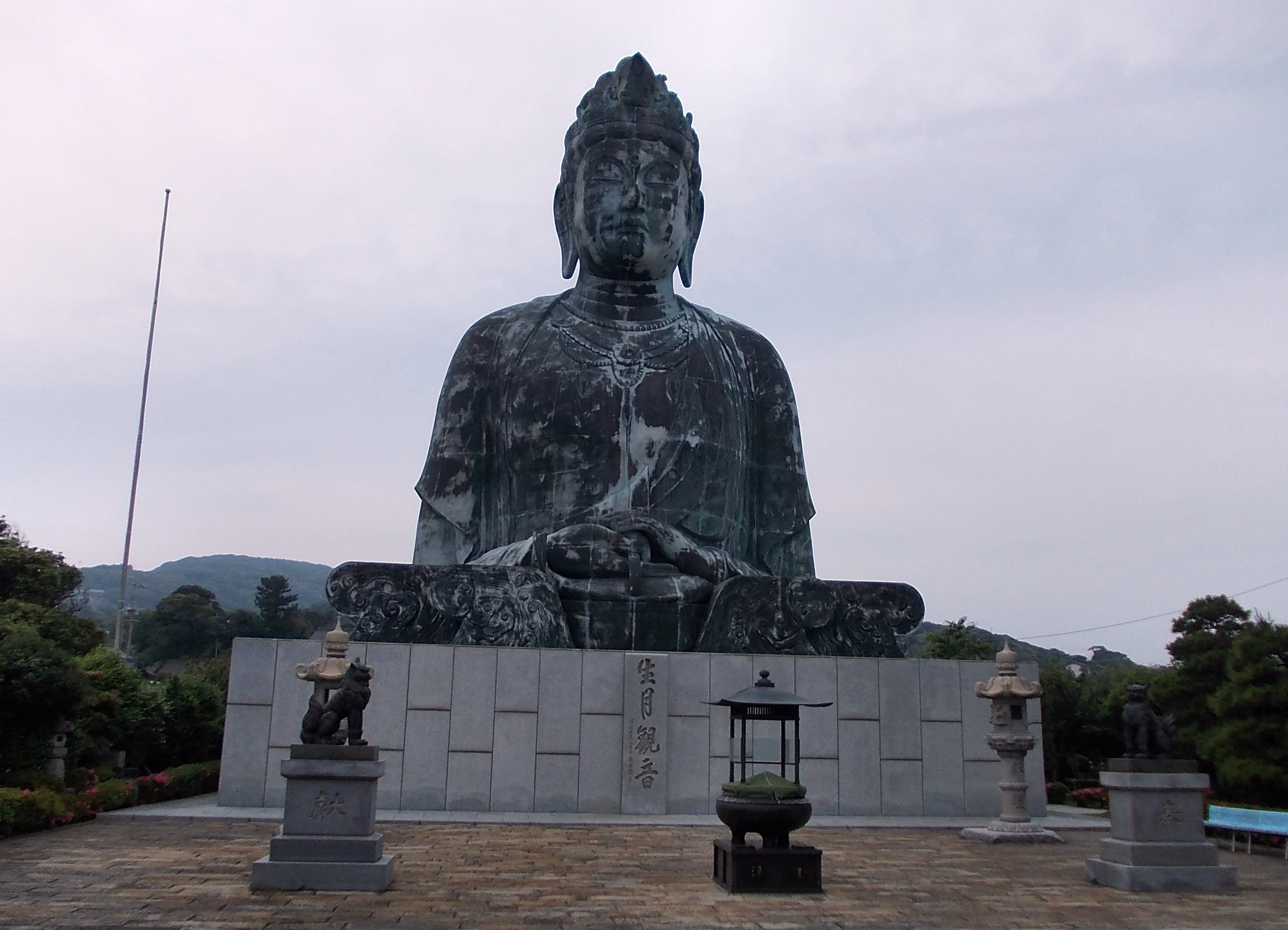
生月大魚籃観音

魚籃観音（ぎょらんかんのん）は、三十三観音に数えられる観音菩薩の一つ。中国で生まれた観音の一つで、同じ三十三観音のひとつである馬郎婦観音（めろうふかんのん）と同体ともされる。

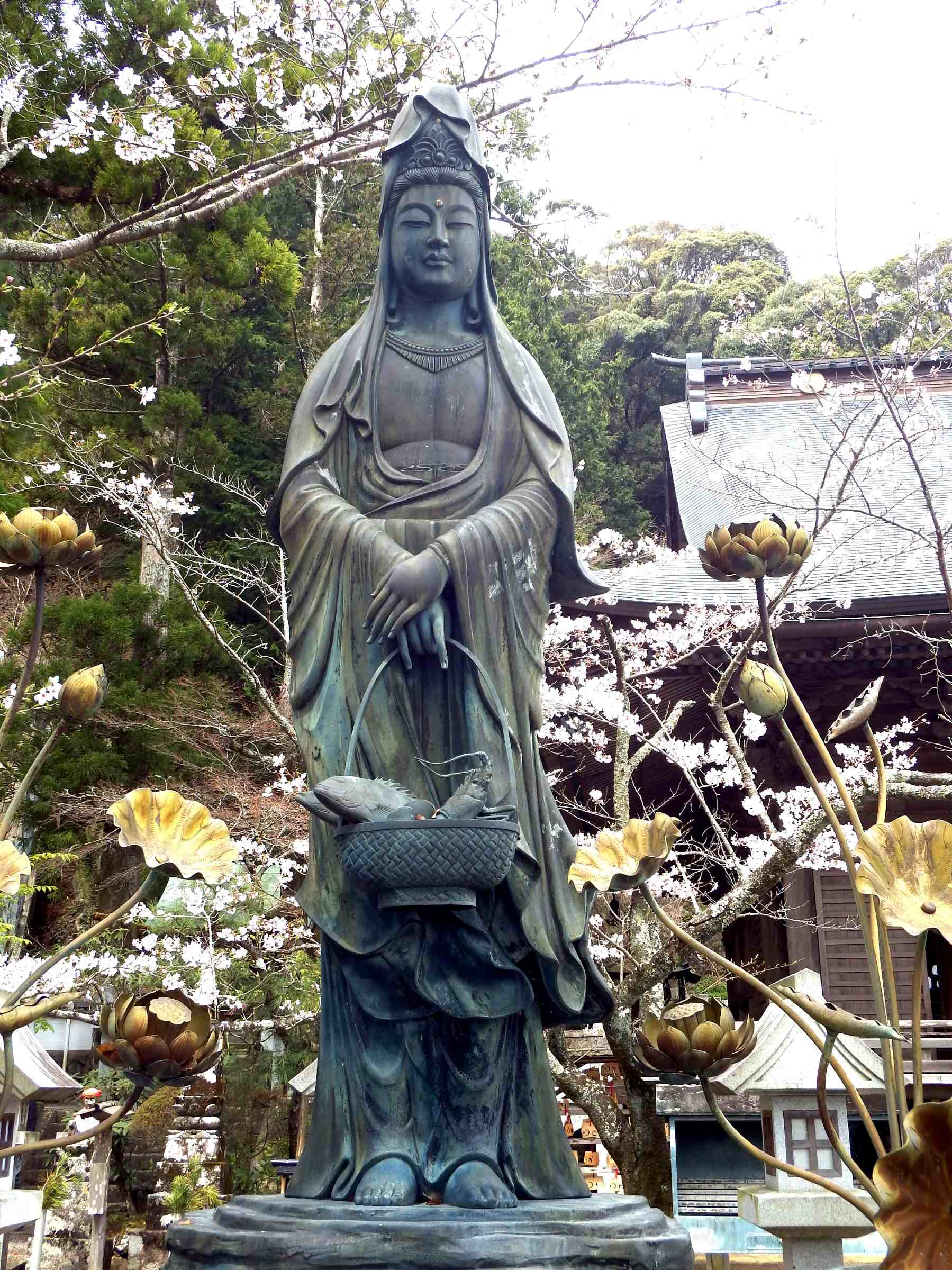
薬王寺 (徳島県美波町)

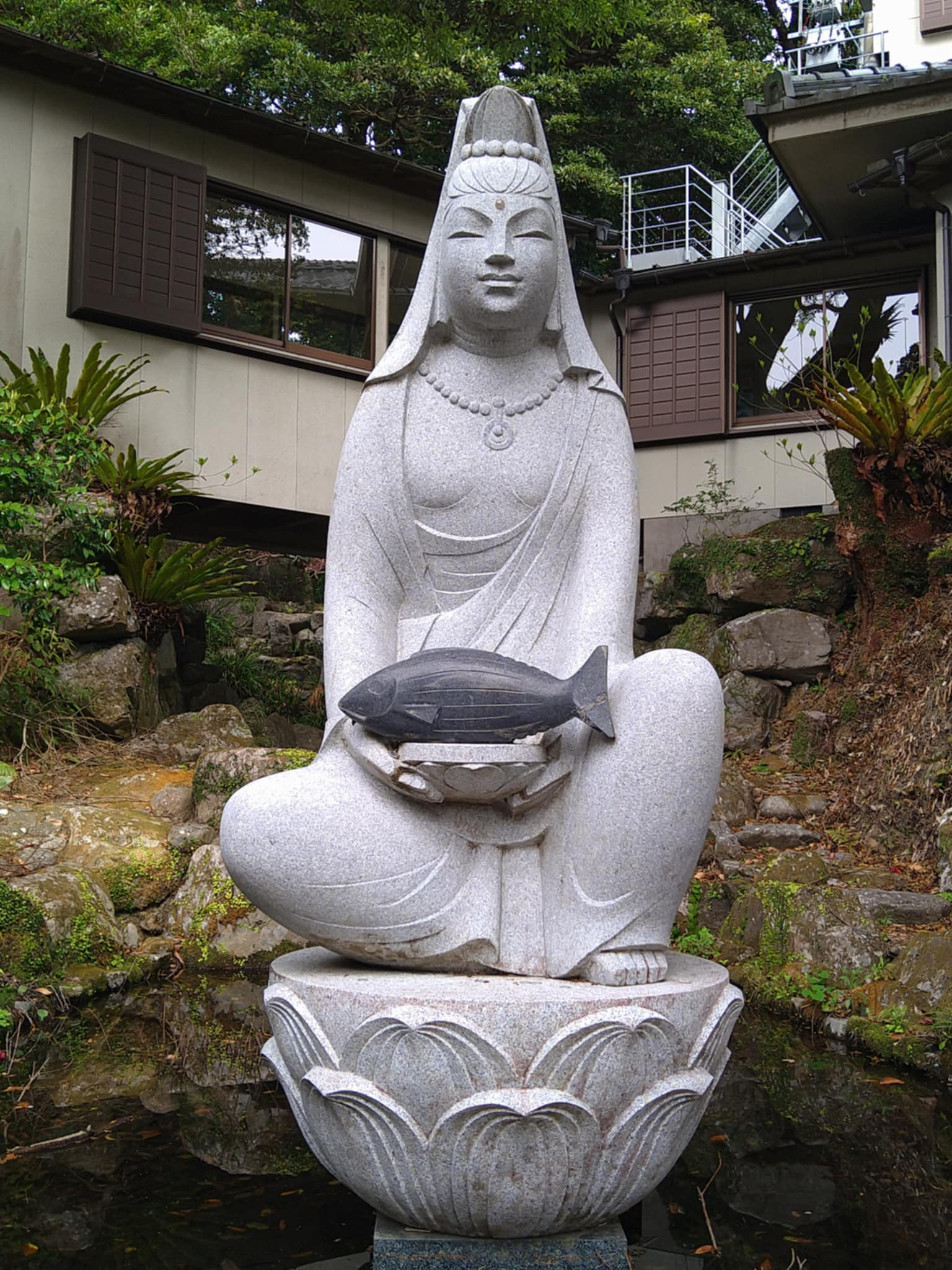
金剛頂寺 (室戸市)

中国唐の時代、魚を扱う美女がおり、観音経・金剛経・法華経を暗誦する者を探し、めでたくこの3つの経典を暗誦する者と結婚したがまもなく没してしまった。この女性は、法華経を広めるために現れた観音とされ、以後、馬郎婦観音（魚籃観音）として信仰されるようになったという。この観音を念ずれば、羅刹・毒龍・悪鬼の害を除くことを得るとされ、日本では中世以降に厚く信仰された。
形象は、一面二臂で魚籃（魚を入れる籠）を持つものや、大きな魚の上に立つものなどがある。日本ではあまり単独で信仰されることはないが、東京都港区の魚籃寺、三重県津市の初馬寺、千葉県松戸市の万満寺、滋賀県長浜市木之本町古橋（旧鶏足寺）、長崎県平戸市生月町（生月観音）などにある。
真言は「オン アロリキャ ソワカ」